# Kein Mann für Zwei
Kein Mann für Zwei ist ein Film des Deutschen Fernsehfunks aus dem Jahr 1982.

## Handlung
Jochen Hamann hat während eines mehrwöchigen Kuraufenthaltes Martina Schwarz kennengelernt. Beide haben sich ineinander verliebt und setzen ihre Affäre auch nach der Kur fort. Dies geschieht natürlich sehr zum Missfallen von Jochens Ehefrau und Martinas Ehemann.
Renate Hamann und Michael Schwarz wiederum gehen daraufhin gewissermaßen ein Zweckbündnis ein, um die beiden mit der Zeit wieder auseinanderzubringen. Doch dies ist gar nicht so einfach wie zunächst gedacht.
Am Ende jedoch ist Jochen derjenige, der sich entscheiden muss mit wem er auch zukünftig zusammenleben möchte. Entweder mit Renate oder mit Martina...

## Hintergründe
Die Dreharbeiten zum Film fanden im Jahr 1981 vorwiegend in Potsdam und Umgebung statt.
Die Erstausstrahlung erfolgte am 25. Mai 1982 zur Hauptsendezeit im 1. Programm des DDR-Fernsehens.